# Жилой дом со службами и флигелями
Жилой дом со службами и флигелями — памятник архитектуры. Расположен в Петергофе, современный адрес дома — улица Аврова, 9 / Санкт-Петербургский проспект, 8.

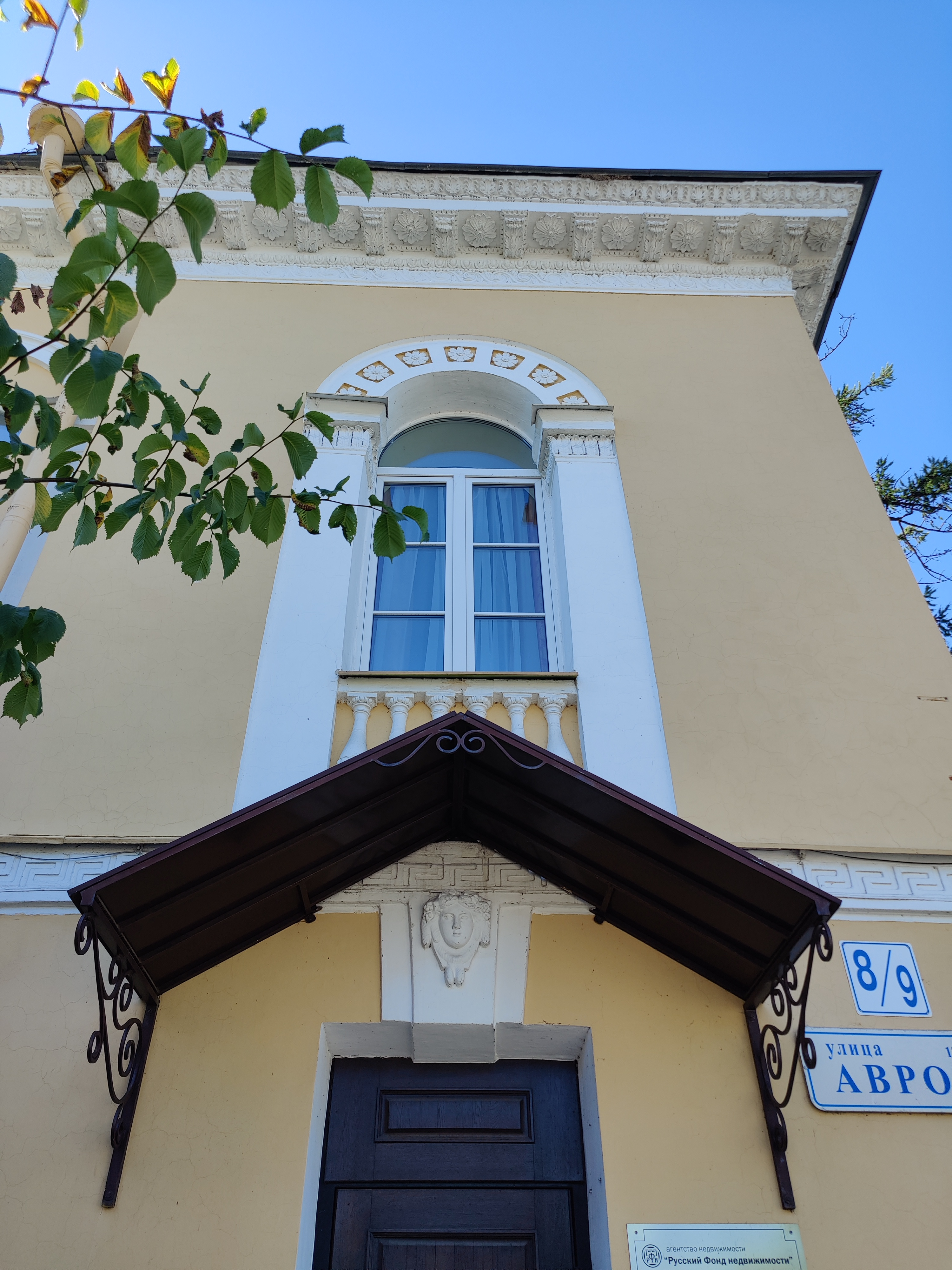
Лепные украшения

Каменный дом, построенный для гвардейского уланского полка предположительно в 1830-х годах, архитектор неизвестен.
Первый этаж низкий, его прямоугольные окна акцентированы замками с женскими маскаронами. От бельэтажа его отделяет горизонтальный пояс с лепным меандром. Второй этаж высокий, у его окон сделаны полукруглые перемычки, над которыми размещены лепные панно. В середине здания на металлических кронштейнах расположен балкон с чугунной решёткой. Карниз и фриз украшены лепниной. Со стороны улицы Аврова стоит двухэтажный невысокий флигель, украшенный ещё меньше и отделённый от основного здания воротами.
В 1980-е годы использовался как жилое здание, в 2018 году был приватизирован, в 2020-е годы частично оставался жилым, также в здании размещался Центр социальной помощи семье и детям.